# Doctor Who (sezonul 11)
Sezonul al unsprezecelea al serialului de televiziune fantastic britanic Doctor Who a început pe 15 Decembrie 1973 cu seria The Time Warrior, și s-a terminat cu seria finală a lui Jon Pertwee Planet of the Spiders. Scenariul sezonului a fost recunoscut de Writer's Guild of Great Britain ca cel mai bun scenariu de dramă pentru copii.